# Хаддлстон, Найджел
Найджел Пол Хаддлстон (англ. Nigel Paul Huddleston; род. 13 октября 1970, Линкольн) — британский политик, член Консервативной партии.

## Биография
7 мая 2015 года впервые избран депутатом Палаты общин от округа Срединный Вустершир, победив с убедительным результатом 57 % основного соперника из Партии независимости Соединённого Королевства Ричарда Кила (Richard Keel), которого поддержали 17,7 % избирателей.
С 14 февраля 2020 года по сентябрь 2022 года являлся парламентским помощником министра цифровизации, культуры, средств массовой информации и спорта. 20 сентября 2022 года стал парламентским организатором правительства (членом комиссии лордов Казначейства), одновременно 30 октября 2022 года назначен парламентским помощником министра внешней торговли, 7 февраля 2023 года освобождён от этих должностей и назначен младшим министром в Департаменте предпринимательства и торговли. 13 ноября 2023 года перемещён на пост финансового секретаря Казначейства.
4 июля 2024 года избран в прежнем округе, переименованном в Дройтвич и Ившем, набрав 40,3 % голосов (тем самым он ухудшил свой результат на выборах 2019 года на 25,4 %).
5 ноября 2024 года при формировании теневого кабинета Кеми Баденок назначен одним из двух сопредседателей Консервативной партии.
22 июля 2025 года в ходе серии кадровых перемещений назначен теневым министром культуры, средств массовой информации и спорта.